# Bras (Var)
Bras is een gemeente in het Franse departement Var (regio Provence-Alpes-Côte d'Azur) en telt 1784 inwoners (2004). De plaats maakt deel uit van het arrondissement Brignoles.

## Geografie
De oppervlakte van Bras bedraagt 35,2 km², de bevolkingsdichtheid is 50,7 inwoners per km².
De onderstaande kaart toont de ligging van Bras (Var) met de belangrijkste infrastructuur en aangrenzende gemeenten.

## Demografie
Onderstaande figuur toont het verloop van het inwonertal (bron: INSEE-tellingen).